# 먼지떨이

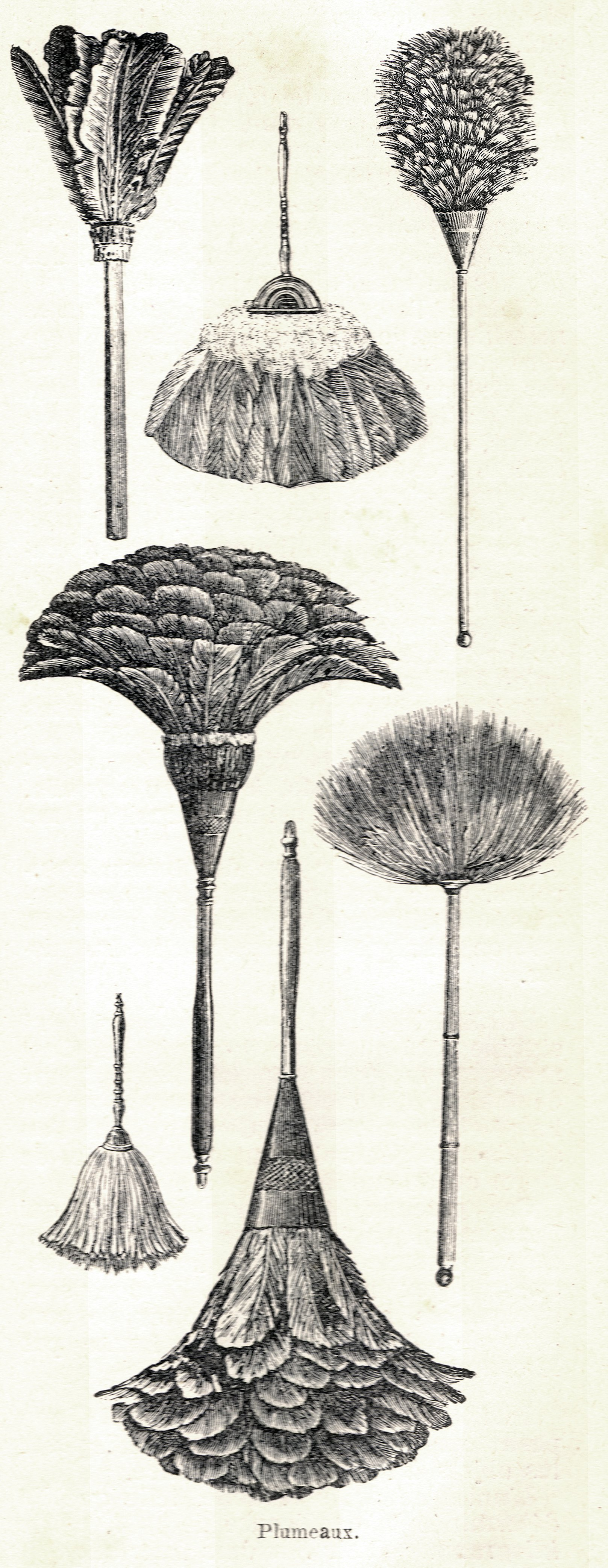
여러 종류의 타조 깃털 먼지떨이

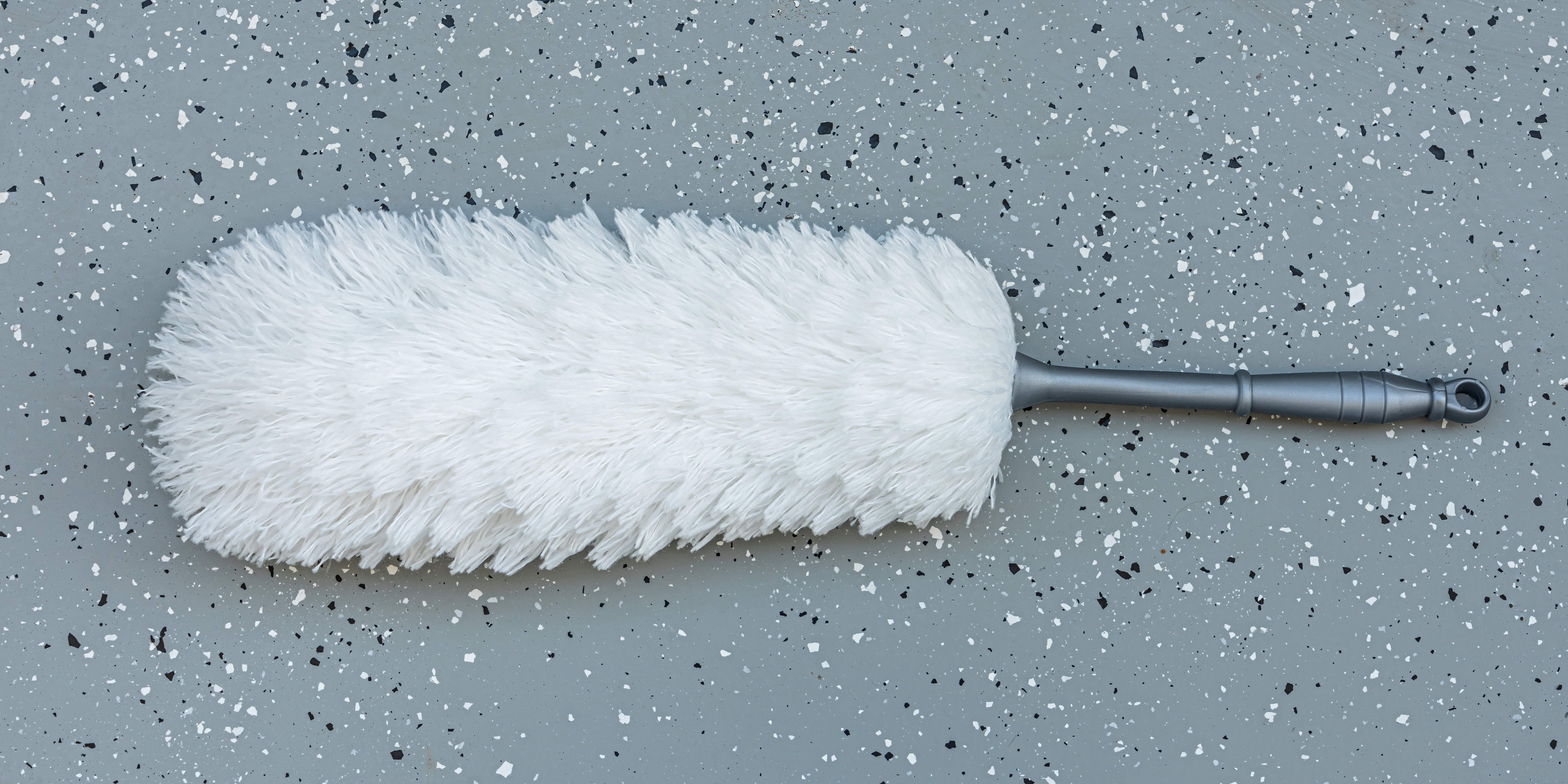
먼지떨이

먼지떨이(duster)는 정전기를 이용하여 벽이나 천장, 가구등의 먼지 제거에 사용하는 청소 도구이다. 과거에는 주로 타조 깃털로 제작되었으나 현대에는 인공합성물질로도 만든다.

## 구조
먼지떨이는 긴 손잡이에 가구나 벽을 손상시키지 않을 정도로 부드러우며 섬세한 깃털이나 인공합성물질 다발로 구성되어있다.

## 작용
다발의 가는 깃털 혹은 인공합성물질들의 마찰로 인하여 발생하는 정전기에 의해 먼지가 먼지떨이에 달라 붙는다. 먼지떨이에 달라붙은 먼지는 털거나 물에 씻는 방식으로 제거한다.

## 같이 보기
- 청소기
- 빗자루
- 걸레